# Per Lundsten
Per Lundsten (i riksdagen kallad Lundsten i Åkarp), född 24 april 1845 i Spjutstorps församling, Kristianstads län, död 14 december 1910 i Burlövs församling, Malmöhus län, var en svensk bruksägare och riksdagspolitiker. 
Lundsten var disponent vid Lomma tegelbruk 1871-1904. Som politiker var han ledamot av riksdagens första kammare 1903-1908 för Malmöhus läns valkrets.